# Spargania privernaria
Spargania privernaria là một loài bướm đêm trong họ Geometridae.